# Teracotona
Teracotona is een geslacht van vlinders van de familie spinneruilen (Erebidae).

## Soorten
- T. abyssinica (Rothschild, 1933)
- T. alicia (Hampson, 1911)
- T. approximans (Rothschild, 1917)
- T. buryi Rothschild, 1910
- T. clara Holland, 1892
- T. euprepia Hampson, 1900
- T. euprepioides Wichgraf, 1921
- T. homeyeri Rothschild, 1910
- T. immaculata (Wichgraf, 1921)
- T. jacksoni (Rothschild, 1910)
- T. latifasciata Carcasson, 1965
- T. melanocera (Hampson, 1920)
- T. metaxantha (Hampson, 1909)
- T. multistrigata Joicey & Talbot, 1924
- T. murtafaa Wiltshire, 1980
- T. neumanni Rothschild, 1933
- T. pallida Joicey & Talbot, 1924
- T. pardalina Bartel, 1903
- T. pitmanni Rothschild, 1933
- T. postalbida (Gaede, 1926)

- T. proditrix (Berio, 1939)
- T. pruinosa de Joannis, 1912
- T. rhodophaea (Walker, 1865)
- T. seminigra (Hampson, 1905)
- T. senegalensis Rothschild, 1933
- T. subapproximans Rothschild, 1933
- T. submacula (Walker, 1855)
- T. subterminata Hampson, 1901
- T. translucens (Grünberg, 1907)
- T. transluscens Grünberg, 1907
- T. trifasciata Bartel, 1903
- T. uhrikmeszarosi Szent-Ivány, 1942
- T. wittei (Debauche, 1942)